# ドリアン・グレイの肖像
『ドリアン・グレイの肖像』（ドリアン・グレイのしょうぞう、The Picture of Dorian Gray、1890年）は、オスカー・ワイルド唯一の長編小説（novel）作品。

## ストーリー
友人の画家バジルのモデルとなった美青年ドリアン・グレイは、逆説家ヘンリー卿が紡ぎ出す自分の若さと美への賞賛、及び奔放な生活こそ最高の芸術だとする言葉に酔わされ、バジルの描いた肖像画を前にして、肖像画のほうが歳をとればいいのにと言いだす。
ヘンリー卿の言うとおりの生き方を始めたドリアンは、若い舞台女優シビルと恋に落ち婚約をする。しかし本当の恋を知ったため平凡な女優に成り下がってしまったシビルをドリアンは幻滅し捨ててしまう。その日、ドリアンはバジルから貰い受けた自分の肖像画が醜くなっていたのを見て驚く。シビルが自殺したのにヘンリー卿とオペラを見に行くドリアンをバジルは非難し、例の肖像画に変わったことはなかったかと問う。図星をつかれて驚いたドリアンは肖像画を屋根裏部屋に隠す。
それから20年後、バジルは、ドリアンの奔放な官能主義に関するうわさの真偽を確かめるため、彼の家を訪ねた。ドリアンは噂を否定せず、自分の正体を見せると言って例の肖像画を見せる。醜く変貌した肖像画を見て責めるバジルをドリアンは逆上し殺してしまい、その死体の始末を、かつて悪徳を共有したがゆえの弱みを握っている科学者に強いる。
罪におののくドリアンは麻薬に溺れアヘン窟に出入りするようになり、そこである男に殺されそうになる。それは姉の仇をとらんとしていたシビルの弟ジェイムズだった。ジェイムズはドリアンの若さを見て人違いを謝るが、直後ドリアンがふしぎと老いないことを聞き知り、郊外で催されたパーティーまでドリアンを追いかけてくる。しかしジェイムズはそこで兎狩りの誤射により死ぬ。
安堵したドリアンは心を入れ替えようとするが、ヘンリー卿に一笑に付される。いよいよ醜悪になった肖像画を見てドリアンは、改心も偽善と好奇だけのことではないかと思う。この肖像画こそ自分の良心だと知ったドリアンは絵を破壊せんとする。悲鳴を聞いて駆けつけた者らが見たのは、美青年の肖像画と醜い老人の死に姿だった。

## 登場人物
ドリアン・グレイ
金髪碧眼の美青年。
バジル・ホールウォード
ドリアンの肖像画を描いた画家。
ヘンリー・ウォットン(愛称：ハリー)
バジルの友人で、逆説的見識を持っている。その言葉に惑わされてドリアンは悪徳を重ねていく。
シビル・ヴェイン
小劇場の女優。
ジェイムズ・ヴェイン
シビルの弟。
アラン・キャンベル
ドリアンとかつて悪徳の行為を共にした科学者。
ロード・ファーマー
ヘンリーの叔父。
ビクトリア
ヘンリーの妻。

## 映画
1945年 - 『ドリアン・グレイの肖像』（The Picture of Dorian Gray）
- 製作：アメリカ
- 監督：アルバート・リューイン
- 出演
  - ドリアン・グレイ：ハード・ハットフィールド
  - ヘンリー・ウォットン：ジョージ・サンダース
  - グラディス・ホールウォード：ドナ・リード
  - シビル・ヴェイン：アンジェラ・ランズベリー
  - デイヴィッド・ストーン：ピーター・ローフォード
  - バジル・ホールウォード：ローウェル・ギルモア
  - ジェームズ・ヴェイン：リチャード・フレイザー
  - アレン・キャンベル：ダグラス・ウォルトン

1970年 - 『ドリアン・グレイ/美しき肖像』（The Secret of Dorian Gray）
- 製作：イギリス
- 監督：マッシモ・ダラマーノ
- 出演
  - ドリアン・グレイ：ヘルムート・バーガー
  - バジル・ホールウォード：リチャード・トッド
  - ヘンリー・ウォットン：ハーバート・ロム
  - シビル・ヴェイン：マリー・リシュダール
  - グェンドリン・ウォットン：マーガレット・リー
  - アリス・キャンベル：マリア・ローム
  - アドリアンヌ：ベリル・カニンガム
  - ラクストン夫人：イザ・ミランダ
  - エスター・クルーストン：エレオノーラ・ロッシ・ドラゴ
  - アラン・キャンベル：レナート・ロマーノ
  - ジェームズ・ヴェイン：スチュワート・ブラック

2009年 - 『ドリアン・グレイ』（Dorian Gray）
- 製作：イギリス
- 監督：オリヴァー・パーカー
- 出演
  - ドリアン・グレイ：ベン・バーンズ（日本語吹替：中尾智）
  - ヘンリー・ウォットン：コリン・ファース（日本語吹替：西垣俊作）
  - シビル・ヴェイン：レイチェル・ハード＝ウッド（日本語吹替：結城飛鳥）
  - エミリー・ウォットン：レベッカ・ホール（日本語吹替：野々山恵梨）
  - レディー ヴィクトリア・ウォットン：エミリア・フォックス
  - バジル・ホールウォード：ベン・チャップリン（日本語吹替：菊池康弘）
  - アガタ：フィオナ・ショウ
  - レディー ラドリー：キャロライン・グッドール
  - アラン・キャンベル：ダグラス・ヘンショール
  - ジェイムズ・ヴェイン：ジョニー・ハリス
  - ヴィクター：ピップ・トーレンス
  - 劇場主：デビット・スティーム
  - カロリーヌ・ヴァネット：トーラ・シェフィールド
  - セリア・ラドリー：ジョー・ウッドクック
  - アンジェリーク：ルイス･ローズ（日本語吹替：中野友貴）

## テレビドラマ
1976年 - 『ドラマ・ドリアングレイの肖像』（BBC Play of the Month-The Picture of Dorian Gray） - 日本未放映。
- 製作：イギリス
- 監督：ジョン・コリー
- 出演
  - ピーター・ファース
  - ジョン・ギールグッド

1982年 - 『美女ドリアン・グレイの秘密＜別題：幻想（まぼろし）のドリアン・グレイ＞』（The Sins of Dorian Gray）
- 製作：アメリカ
- 監督：トニー・メイラム
- 出演
  - ベリンダ・バウアー
  - アンソニー・パーキンス
  - ジョセフ・ボトムズ
  - オルガ・カルラトス

## 舞台

### 日本での上演作品

#### 1996年版
同名タイトルで宝塚歌劇団星組によって舞台化作品が上演され、1996年9月19日 - 30日に宝塚バウホール、1997年1月22日 - 29日に日本青年館で上演された。作・演出は中村暁。
主な配役
- ドリアン・グレイ：紫吹淳
- シビル・ヴェイン／ヘティ（二役）：月影瞳
- ヘンリー・ウォットン卿：湖月わたる
- バジル・ホールウォード：久城彬

#### 2009年版
2009年8月21日 -31日には世田谷パブリックシアターにて上演。構成。脚本はG2、演出は鈴木勝秀。主演は山本耕史。
主な配役
- ドリアン・グレイ - 山本耕史
- シビル・ヴェイン - 須藤温子
- ヘンリー・ウォットン - 加納幸和
- ジェームズ・ヴェイン - 米村亮太朗
- バジル・ホールウォード -伊達暁

#### 2015年版
2015年8月16日 - 18日・9月1日 - 6日には新国立劇場中劇場、8月22日 - 26日には森ノ宮ピロティホール、8月29日・30日にはキャナルシティ劇場にて、同名タイトルの舞台化作品が上演。脚本はG2、演出はグレン・ウォルフォード。主演は中山優馬。
主な配役
- ドリアン・グレイ - 中山優馬
- シビル・ヴェイン - 舞羽美海
- ヘンリー・ウォットン - 徳山秀典
- ジェームズ・ウェイン - 仲田拡輝
- バジル・ホールウォード - 金すんら

#### 2018年版
2018年9月21日 - 30日には博品館劇場、10月10日 - 11日には梅田芸術劇場シアター・ドラマシティにて同名タイトルの舞台化作品が上演。脚本・演出は荻田浩一。主演は良知真次。
主な配役
- ドリアン・グレイ - 良知真次
- ヘンリー・ウォットン - 東山義久

### その他の主な舞台

#### イギリスでの舞台化
『ドリアン・グレイ』のタイトルで、2008年にマシュー・ボーンによりダンス作品として舞台化されている。

#### 韓国での舞台化
『ドリアン・グレイ』のタイトルで、2016年にミュージカル化。脚本がチョ・ヨンシン、演出・脚色がイ・ジナ、作曲がキム・ムンジョンが担当。
主な配役
- ドリアン・グレイ - キム・ジュンス
- シヴィル・ヴェイン - ホン・ソヨン
- ヘンリー・ウォットン - パク・ウンテ

## 朗読劇
2023年5月2日から7日までTOKYO FM HALLにおいて朗読劇が上演。脚本・演出は保科由里子。
キャスト
| 開演日時          | ドリアン・グレイ | ヘンリー・ウォットン卿 アラン・キャンベル | バジル・ホールワード ジェイムズ・ヴェイン | シビル・ヴェイン ヴィクトリア・ウォットン イーニッド[注 1] |
| ----------------- | ---------------- | ----------------------------------------- | ----------------------------------------- | ---------------------------------------------------------- |
| 5月2日（火）19:00 | 木島隆一         | 駒田航                                    | 山中真尋                                  | 山崎はるか                                                 |
| 5月3日（水）13:00 | 寺島惇太         | 中澤まさとも                              | 阿部敦                                    | 古賀葵                                                     |
| 5月3日（水）19:00 | 重松千晴         | 山口智広                                  | 高橋広樹                                  | 逢田梨香子                                                 |
| 5月4日（木）13:00 | 竹内栄治         | 神尾晋一郎                                | 阿部敦                                    | 青山なぎさ                                                 |
| 5月4日（木）19:00 | 濱健人           | 神尾晋一郎                                | 矢野奨吾                                  | 礒部花凜                                                   |
| 5月5日（金）13:00 | 立花慎之介       | 中澤まさとも                              | 市川蒼                                    | 逢田梨香子                                                 |
| 5月5日（金）19:00 | 伊東健人         | 増元拓也                                  | 市川蒼                                    | 安野希世乃                                                 |
| 5月6日（土）13:00 | 岡本信彦         | 駒田航                                    | 汐谷文康                                  | 礒部花凜                                                   |
| 5月6日（土）19:00 | 岡本信彦         | 増元拓也                                  | 笠間淳                                    | 熊沢世莉奈                                                 |
| 5月7日（日）12:30 | 畠中祐           | 岸尾だいすけ                              | 土田玲央                                  | 大久保瑠美                                                 |
| 5月7日（日）18:00 | 畠中祐           | 小林裕介                                  | 土田玲央                                  | 豊田萌絵                                                   |
スタッフ
- 音楽：阿部篤志
- 舞台監督：今井東彦
- 照明：加島茜
- 音響：小川陽平
- 衣裳：上杉麻美
- 演出助手：山内未央
- 宣伝美術：古谷哲史
- 主催・企画・制作：MAパブリッシング／サンライズプロモーション東京

## 主な日本語訳
- 西村孝次[注 2] 訳『ドリアン・グレイの画像』岩波書店〈岩波文庫〉、1936年、改版1967年。
- 福田恆存[注 3] 訳『ドリアン・グレイの肖像』新潮社〈新潮文庫〉、1962年、改版1967年、新装改版2004年。※
- 平井正穂 訳『ドリアン・グレイの画像』筑摩書房〈筑摩世界文学大系91 近代小説集〉、1964年。新版「筑摩世界文学大系86 名作集Ⅰ」1975年
- 仁木めぐみ 訳『ドリアン・グレイの肖像』光文社〈光文社古典新訳文庫〉、2006年。※
- 富士川義之 訳『ドリアン・グレイの肖像』岩波文庫、2019年。※ - 旧版「世界文学全集63」講談社、1978年
- 河合祥一郎 訳『新訳 ドリアン・グレイの肖像』角川文庫、2024年。※

※は電子書籍版あり